# Adam Smith
Adam Smith (Kirkcaldy, rond 5 juni 1723 - Edinburgh, 17 juli 1790) was een Schotse moraalfilosoof en een pionier op het gebied van de politieke economie. Adam Smith was een van de belangrijkste figuren van de Schotse verlichting. Hij is de auteur van The Theory of Moral Sentiments en An Inquiry into the Nature and Causes of the Wealth of Nations. Dit laatste werk, meestal afgekort als The Wealth of Nations, wordt beschouwd als zijn magnum opus en het eerste moderne werk in de economie.
Smith wordt alom genoemd als de vader van de moderne economie. Ook wordt hij beschouwd als een van de grondleggers van het klassieke liberalisme. Hij was van mening dat het nastreven van het eigen individuele belang ook in het grootste maatschappelijk belang zou resulteren. Want: "By pursuing his own interest (the individual) frequently promotes that of the society more effectually than when he really intends to promote it." Eigenbelang mag echter niet verworden tot egoïsme, zo stelt Smith in zijn moraaltheorie. Een mens moet er voor de ander zijn: "To feel much for others and little for ourselves; to restrain our selfishness and exercise our benevolent affections, constitute the perfection of human nature."
Smith studeerde moraalfilosofie aan de Universiteit van Glasgow en de Universiteit van Oxford. Na zijn afstuderen gaf hij een succesvolle reeks van openbare colleges te Edinburgh, waardoor hij in contact kwam met David Hume, met wie hij daarna nauw bleef samenwerken. Smith verkreeg een hoogleraarschap aan de Universiteit van Glasgow, waar hij moraalfilosofie doceerde. In deze tijd schreef en publiceerde hij The Theory of Moral Sentiments. Later in zijn leven accepteerde hij een tutoring positie, die hem in staat stelde om door Europa te reizen. Tijdens zijn reizen kwam hij in contact met een aantal van de intellectuele zwaargewichten uit zijn tijd. Nadat Smith weer naar Schotland was teruggekeerd werkte hij tien jaar aan het schrijven van The Wealth of Nations. Dit werk werd in 1776 gepubliceerd.

## Leven

### Jeugdjaren
Smith werd geboren als een kind van Margaret Douglas uit Kirkcaldy in county Fife in Schotland. Zijn vader, die ook Adam Smith heette, was een advocaat, ambtenaar en weduwnaar, die in 1720 met Margaret Douglas in het huwelijk trad. Smith senior overleed nog vóór de geboorte van zijn zoon. Er is weinig bekend over Smith's vroege jeugd. Zijn doop werd op 5 juni 1723 geregistreerd in Kirkcaldy. Volgens de Schotse journalist en biograaf van Smith John Rae, zou Smith op vierjarige leeftijd door zigeuners zijn ontvoerd en teruggevonden door buurtgenoten die eropuit waren gegaan om hem te zoeken. Smith had een sterke band met zijn moeder, die hem waarschijnlijk aanmoedigde zijn wetenschappelijke ambities na te jagen. Hij bezocht de Burgh School van Kirkcaldy, door Rae gekarakteriseerd als "in die periode (van 1729 tot 1737) een van de beste middelbare scholen van Schotland". Smith studeerde er Latijn, wiskunde, geschiedenis en schrijven.

### Studiejaren
In 1736 begon Smith zijn studies aan de Universiteit van Glasgow, hij was toen ongeveer 14 jaar. Onder leiding van Francis Hutcheson studeerde hij moraalfilosofie. Hier ontwikkelde Smith zijn wetenschappelijke passie voor de onderwerpen burgerlijke vrijheid, de rede, en vrije meningsuiting. In 1740 werd Smith bekroond met de Snell-exhibition, een beurs voor Balliol College, onderdeel van de Universiteit van Oxford.
Smith ervaarde het onderwijs in Oxford als intellectueel verstikkend. In The Wealth of Nations, schreef Smith: "Aan de Universiteit van Oxford houdt het grootste deel van de professoren al vele jaren zelfs niet meer de schijn op les te geven." Smith had kritiek op de lage kwaliteit van het onderwijs en de magere intellectuele activiteit op de Engelse universiteiten in vergelijking met de Schotse, die hij veruit superieur vond. Hij wijt dit aan omvangrijke donaties die de universiteiten in Oxford en Cambridge ontvangen, waardoor het inkomen van hoogleraren niet afhankelijk is van hun didaktisch vermogen om studenten aan te trekken, hij constateert dat de docenten ("men of letters") daar een nog comfortabeler leven kunnen leiden dan notabelen van de Anglicaanse Kerk.
Smith begint daarom met zelfstudie en las vele boeken uit de omvangrijke bibliotheken, wat hem intellectuele voldoening gaf. Voor het overige was zijn tijd in Oxford volgens zijn brieven niet gelukkig. Tegen het einde ontwikkelde Smith een tic ("shaking fits"), waarschijnlijk het symptoom van een zenuwinzinking, en hij verliet de universiteit van Oxford nog voor zijn beurs daadwerkelijk afliep, in 1746.

### Hoogleraarschap
In 1748 begon Smith te doceren aan de Universiteit van Edinburgh. In 1751 werd hij benoemd tot hoogleraar in de logica aan de Universiteit van Glasgow; deze functie werd in 1752 voortgezet op het gebied van de moraalfilosofie. In Glasgow was Smith een beroemdheid, zowel om zijn intellectuele prestaties als om zijn excentrieke persoonlijkheid: na de publicatie van zijn Theory of Moral Sentiments prijkte zijn buste in de etalages van lokale boekhandels. Internationaal bouwde zijn werk een reputatie op die ver strekte: studenten togen vanuit Rusland naar Glasgow om bij Smith college te volgen.

### Reis door Europa - 1763-1766
Smith bewoog zich in het verlichte intellectuele milieu van Glasgow en leerde daar onder anderen, via de filosoof David Hume, de staatsman Charles Townshend kennen, die in 1766 met zijn Townshend Papers de weerstand van de engelse kolonialisten in Amerika tegen de Britse overheersing sterk zou aanwakkeren. Deze bood hem een baan aan als privé-professor voor zijn (stief-)zoon Henry Scott, de jonge hertog van Buccleuch om hem voldoende bagage mee te geven voor een hoge positie in de wereldpolitiek. Het honorarium was duidelijk beter dan dat van hoogleraar, dus Smith nam ontslag bij de universiteit om deze prestigieuze aanstelling aan te nemen. Hij probeerde vervolgens de lesgelden die hij van zijn studenten had ontvangen te restitueren, omdat hij midden in het semester ontslag had genomen, maar zijn studenten weigerden dit.
Met de jonge hertog begon Smith aan een reis door Europa, waar hij in Genève Voltaire ontmoette en in Frankrijk in contact kwam met een groep theoretici en hervormers rond een van de belangrijke filosofen van de Franse Verlichting, François Quesnay, die zichzelf de économistes noemden. Ook begon hij aan het schrijven van een boek over de onderwerpen waarover hij de jaren daarvoor college had gegeven en waar hij nog lang aan zou werken: het nu wereldwijd beroemde standaardwerk over het functioneren van de economie: An Inquiry into the Nature and Causes of the Wealth of Nations.

### The Wealth of Nations - 1766-1776

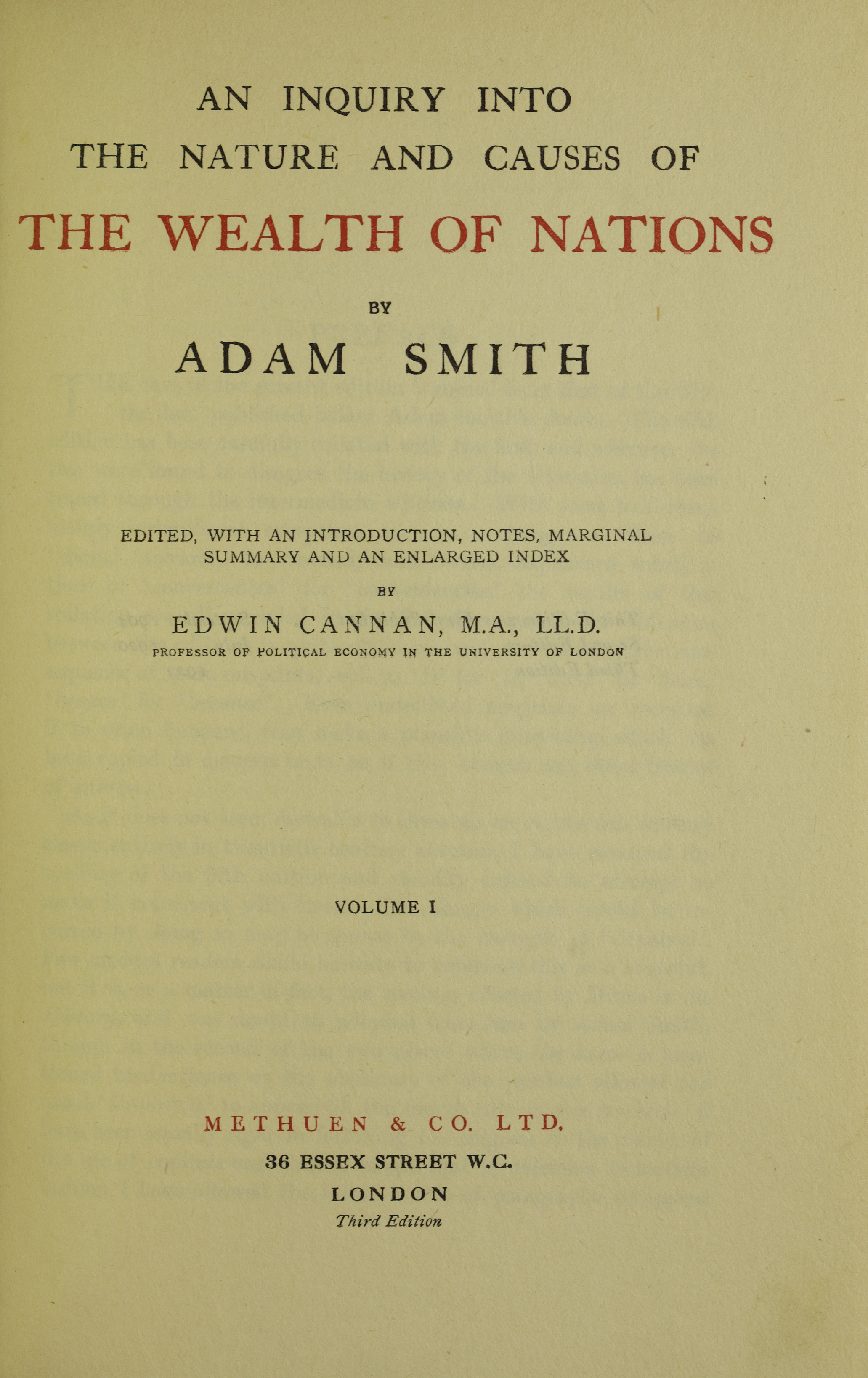
Inquiry into the nature and causes of the wealth of nations, editie uit 1922

Toen de jongere broer van Henry Scott in 1766 in Parijs overleed, liepen Smiths werkzaamheden als tutor kort daarna ten einde. Smith keerde nog hetzelfde jaar terug naar huis in Kirkcaldy, waar hij zich het grootste deel van de komende tien jaar aan het schrijven van zijn magnum opus wijdde. Daar raakte hij bevriend met Henry Moyes, een talentvolle jonge blinde man. Behalve dat hij Moyes zelf onderwees, verzekerde Smith zich van de steun van David Hume en Thomas Reid voor de opleiding van de jonge man. In mei 1773 werd Smith tot Fellow van de Royal Society of London verkozen en in 1775 werd hij tot lid van The Literary Club verkozen. The Wealth of Nations werd in 1776 gepubliceerd en was een ogenblikkelijk succes, de eerste editie was in slechts zes maanden uitverkocht, wat voor die tijd heel snel was.

### Latere jaren - na 1776
In 1778 werd Smith benoemd als commissioner van de douane in Schotland. Smith, die altijd vrijgezel bleef, trok in bij zijn moeder in Panmure House, waar hij overleed.

## Filosofisch werk
In 1759 verscheen zijn The Theory of Moral Sentiments, waarin hij zijn ethiek uiteenzet. Het werk kan gezien worden als de voorbereiding op de The Wealth of Nations. Waar in The Wealth of Nations de meest rechtvaardige samenleving het resultaat is van burgers die op verstandige wijze hun eigen belang nastreven, blijkt uit Theory of Moral Sentiments dat dat eigen belang wel gezien moet worden in het kader van de verantwoordelijkheden van die burger. Met andere woorden, het eigenbelang van de kapitalistische samenleving is volgens Smith niet gebaseerd op egoïsme, maar op zorg voor anderen, vanuit een goed begrip van de eigen positie.

## Economisch werk
Zijn belangrijkste werk, An Inquiry into the Nature and Causes of the Wealth of Nations (een onderzoek naar de aard en oorzaken van de rijkdom der naties) - meestal kortweg aangeduid als The Wealth of Nations - (1776), droeg hij op aan de Amsterdamse bankier Henry Hope. Hiermee legt Smith onder andere de basis voor het economisch liberalisme, dat snel en gemakkelijk ingang vond in de net onafhankelijk verklaarde Verenigde Staten en in het Verenigd Koninkrijk, door de economische crisis die veroorzaakt werd door de Amerikaanse Onafhankelijkheidsoorlog. Het gedachtegoed van Smith stond haaks op het Europees economisch denken en handelen van overheden in de eeuwen daarvoor, het mercantilisme, en luidde de ondergang daarvan in.

### Mercantilisme

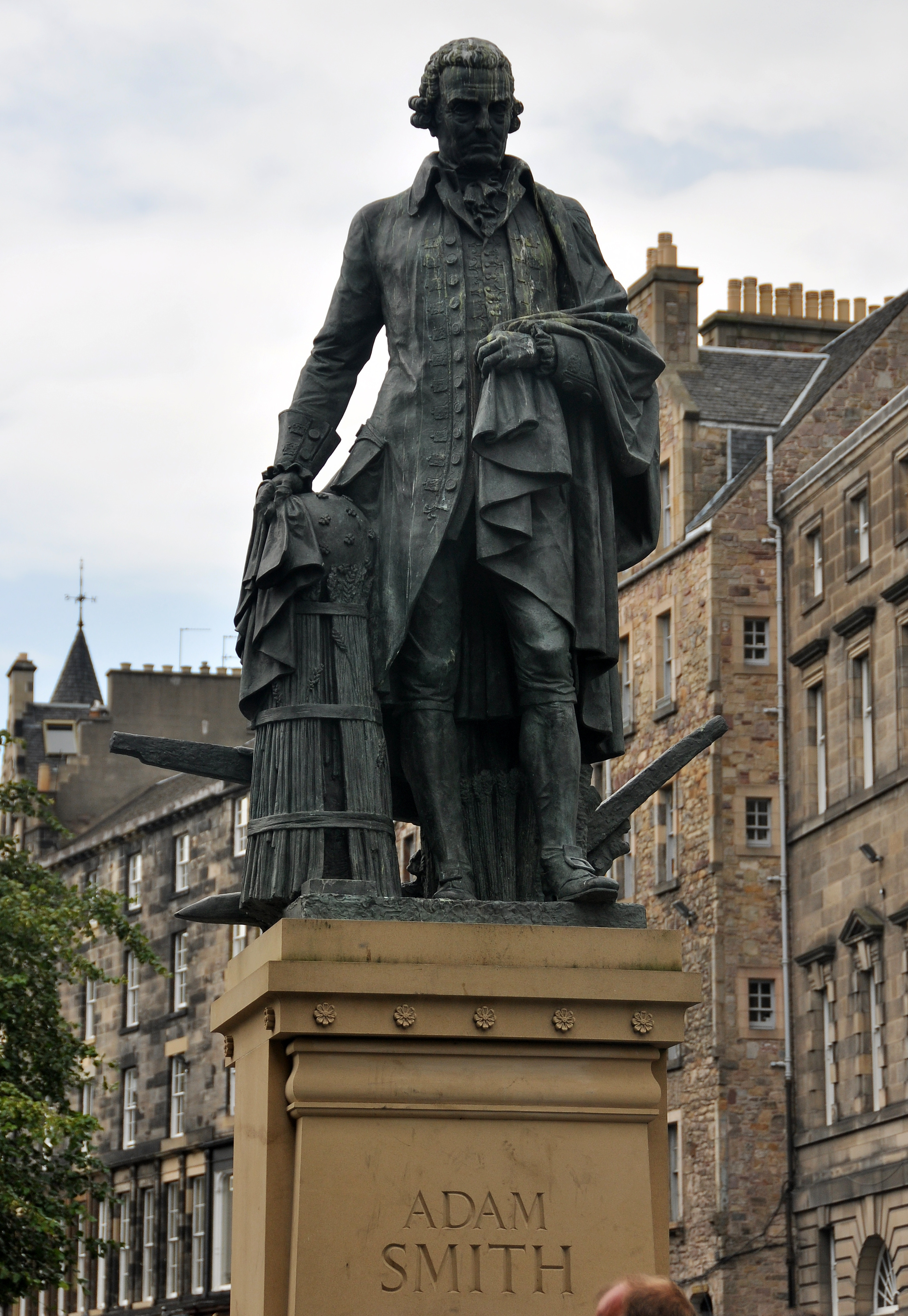
Standbeeld van Adam Smith in Edinburgh

Mercantilisme is een overkoepelend begrip voor de in Europa van de 16e tot 18e eeuw heersende economische praktijken, waarbij overheden de internationale handel sterk reguleerden in het voordeel van de eigen natie. Doel was de eigen staatsmacht en het eigen vermogen zoveel mogelijk te versterken ten nadele van andere mogendheden.
De meeste Europese economen die tussen 1500 en 1750 theoretische werken schreven over de internationale handel, gebruikten deze term zelf niet, dat deden critici zoals Mirabeau en Smith, maar uiteindelijk werd dit het gangbare samenbundelende begrip.
Het grootste deel van wat nu 'mercantilistische literatuur' wordt genoemd, verscheen in de 17e eeuw in Groot-Brittannië. Smith zag de Engelse koopman Thomas Mun (1571-1641) als een belangrijke schepper van het "mercantile system", zoals Smith het noemde, zijn postuum uitgegeven werk Treasure by Foreign Trade (1664) beschouwde Smith als een manifest van de mercantilistiche stroming. Als laatste grote theoretische werk kan James Steuart's Principles of Political Economy worden gezien, gepubliceerd in 1767.
Behalve Philipp von Hörnigk waren er geen mercantilistische schrijvers die een overkoepelend plan voor de ideale economie presenteerden, zoals Adam Smith later zou doen. Elke schrijver had de neiging zich te concentreren op een enkel gebied van de economie. Pas later integreerden niet-mercantilistische wetenschappers de diverse ideeën en zienswijzen tot wat zij de mercantilisme theorie gingen noemen. Sommige geleerden verwerpen de idee van 'het' mercantilisme met het argument dat het onterecht een eenheid in denken en theorieën suggereert. Smith zag het echter wel als een theorie die verbanden legde tussen regenten, fabrikanten en handelaren en daar een eenheid smeedde tegenover consumenten. Een standpunt dat sommige auteurs, zoals Robert E. Ekelund en Robert D. Tollison, ertoe bracht het mercantilisme 'politiek rentenierende samenleving' te noemen. Tot op zekere hoogte maakte de mercantiele doctrine zelf een algemene economische theorie onmogelijk. Mercantilisten beschouwden het economische systeem als een nul-som-spel, waarbij elke winst van de ene partij een verlies voor de andere betekende. Dus elke strategie die de ene groep ten goede kwam, zou per definitie de andere schaden, en er was geen mogelijkheid dat economie werd gebruikt om het gemenebest of het algemeen welzijn te maximaliseren. De geschriften van mercantilisten werden over het algemeen ook vervaardigd om bestaande praktijken te rationaliseren in plaats van onderzoek te doen naar het (voor de samenleving als geheel) beste economische beleid.
Het mercantilistische binnenlands beleid was meer gefragmenteerd dan het handelsbeleid. Adam Smith schilderde het mercantilisme af als voorstander van strikte controle op de economie, maar daar waren niet alle mercantilisten het mee eens. De vroegmoderne tijd was er een van patenten en door de overheid opgelegde monopolies; sommige mercantilisten steunden deze, maar anderen zagen ook de corruptie en inefficiëntie van dergelijke systemen. Veel mercantilisten realiseerden zich ook dat de onvermijdelijke gevolgen van quota en prijsplafonds zwarte markten waren. Een idee waar mercantilisten het in het algemeen wel over eens waren, was de noodzaak van economische onderdrukking van de werkende bevolking; arbeiders en boeren moesten leven aan de "randen van bestaan". Het doel was om de productie te maximaliseren, zonder zorg voor consumptie.

### Onzichtbare hand
Klassieke en neo-klassieke economen verschillen van mening, over wat de centrale boodschap is in Smith's werk. De klassieke economen stellen dat het de deling van arbeid is, de neo-klassieke economen stellen dat het de werking van "de onzichtbare hand" is. Bij deze stellingen moet bedacht worden dat het werk van Smith veel te uitgebreid en diepgaand is, om tot één platte boodschap te kunnen worden terugebracht.
Smith gebruikt de term "onzichtbare hand" in "History of Astronomy" verwijzend naar "de onzichtbare hand van Jupiter"; in zijn The Theory of Moral Sentiments (1759) en in The Wealth of Nations. Deze laatste uitspraak is op verschillende manieren geïnterpreteerd
...ieder individu werkt zo nodig om de jaarlijkse inkomsten van de samenleving zo groot mogelijk te maken. Over het algemeen is hij inderdaad niet van plan om het algemeen belang te bevorderen, en hij weet ook niet in hoeverre hij het bevordert.. ..door die industrie zo te leiden dat haar opbrengst van de grootste waarde kan zijn, heeft hij alleen zijn eigen gewin, en hierin, zoals in veel andere gevallen, wordt hij geleid door een 'onzichtbare hand' om een doel te bevorderen dat niet deel van zijn bedoeling is... ... Door zijn eigen belang na te streven bevordert hij vaak dat van de samenleving effectiever dan wanneer hij werkelijk van plan is het te bevorderen. Ik heb nooit veel goeds gezien van degene die zich voordoet als iemand die handelt in het algemeen belang. Het is inderdaad een gekunsteldheid, die onder kooplieden niet veel voorkomt, en er zijn maar heel weinig woorden nodig om hen ervan af te brengen.
Smith's verklaring over de voordelen van "een onzichtbare hand" kan bedoeld zijn als antwoord op Mandeville's bewering dat "privé ondeugden ... kunnen worden omgezet in openbare voordelen". Het toont Smiths overtuiging dat wanneer een individu zijn eigenbelang nastreeft onder voorwaarden van rechtvaardigheid, hij vanzelf het welzijn van de samenleving bevordert. Zelfingenomen concurrentie op de vrije markt, zo betoogde Smith, zou de samenleving als geheel ten goede komen door de prijzen laag te houden, terwijl er toch een prikkel wordt ingebouwd voor een grote verscheidenheid aan goederen en diensten. Niettemin was hij op zijn hoede voor zakenlieden en waarschuwde hij voor hun "samenzwering tegen het publiek of met een andere truuk om de prijzen te verhogen". Keer op keer waarschuwde Smith voor het corrumperende karakter van zakelijke belangen, die tot heimelijke bondgenootschappen of monopolies kunnen voeren waarbij de hoogste prijs wordt vastgesteld "die uit de kopers kan worden geperst". Smith waarschuwde ook dat een door zakelijke belangen gedomineerde politiek een samenzwering van zakenleven en industrie tegen consumenten mogelijk zou maken, waarbij men er op uit is politiek beleid en wetgeving te beïnvloeden. Smith stelt dat het belang van fabrikanten en handelaren "in een bepaalde tak van handel of fabricage, altijd in enkele opzichten verschilt van, of zelfs tegengesteld is aan, die van het publiek. Elk voorstel voor een nieuwe wet of regulering van koophandel voortkomend uit deze hoek, moet steeds met grote omzichtigheid aangehoord worden, en mag pas worden aangenomen na lang en zorgvuldig onderzoek, niet alleen met de meest grondige, maar ook met de meest achterdochtige oplettendheid.". Dus Smith's grootste bezorgdheid betreft de bescherming en bevoordeling van bedrijven en handel door de regering; in de tegenovergestelde situatie, waar bijzondere politieke gunsten volledig ontbreken, geloofde hij dat zakelijke activiteiten in het algemeen een positief effect hebben voor de hele samenleving:

De in zijn tijd aan belang inboetende ambachtsgilden noemt hij "a conspiracy against the public" 
Het is de grote vermenigvuldiging van de productie van alle verschillende ambachten, als gevolg van de arbeidsdeling, die in een goed beheerde samenleving de universele weelde veroorzaakt die zich uitstrekt tot de laagste rangen van het volk. Elke arbeider heeft een grote hoeveelheid van zijn eigen werk aan te bieden dan waar hij zelf gelegenheid voor heeft; en elke andere arbeider bevindt zich precies in dezelfde situatie, hij is in staat een grote hoeveelheid van zijn eigen goederen te ruilen voor een grote hoeveelheid, of, wat op hetzelfde neerkomt, voor de prijs van een grote hoeveelheid van hen. Hij voorziet hen overvloedig van datgene waaraan zij behoefte hebben, en zij ontvangen hem even breed met datgene waarvoor hij gelegenheid heeft, en een algemene overvloed verspreidt zich door alle verschillende gelederen van de samenleving. (The Wealth of Nations, I.i.10)

## Voetnoten
1. ↑  Bussing-Burks, (2003), blz 38-39
2. ↑  Buchan 2006, blz 12
3. 1 2  .Rae 1895, blz 5: "In zijn vierde jaar, terwijl hij op bezoek was in het huis van zijn grootvader in Strathendry, aan de oevers van de rivier de Leven, werd [Smith] door een passerende groep zigeuners ontvoerd. Een tijd lang kon hij niet worden gevonden. Maar op dit moment kwam er een gentleman langs die een paar mijl verder langs de weg een zigeunervrouw had ontmoet met een kind dat erbarmelijk huilde. Onmiddellijk werden er verkenners in die richting gestuurd en zij kwamen de vrouw tegen in het Lesliebos. Zodra ze hen zag zette zij het kind op de grond en ontsnapte zij. Het kind werd teruggebracht naar zijn moeder; [Smith] zou naar ik vrees een slechte zigeuner zijn geweest".
4. 1 2  Bussing-Burks 2003, blz 39
5. ↑  Bussing-Burks (2003), blz. 41
6. ↑  Boek V, hoofdstuk II
7. 1 2 3  Heilbroner, hoofdstuk 2.
8. ↑  Buchan, 2006, blz. 90
9. ↑  Dr. James Currie aan Thomas Creevey, 24 februari 1793, Liverpool RO, Currie MS 920 CUR
10. ↑  Buchan 2006 blz 89
11. ↑  eerste bezoek aan Londen. Bibliotheek Economie en Liberty. Gearchiveerd op 30 augustus 2017.
12. ↑  Buchholz 1999 blz 19.
13. 1 2  Magnusson,  (2003), pp. 46
14. ↑  Colander, Landreth, (2002), pp. 44..
15. ↑  Tollison, Ekelund
16. ↑  Tollison, Ekelund, (1981), pp. 9
17. ↑  Colander, Landreth
18. ↑  Landes (1997), pp. 31
19. ↑  Smith, A., 1976, The Wealth of Nations edited by R. H. Campbell and A. S. Skinner, The Glasgow edition of the Works and Correspondence of Adam Smith, vol. 2a, p. 456.
20. ↑  Smith, A., 1980, The Glasgow edition of the Works and Correspondence of Adam Smith, vol. 3, p. 49, edited by W. P. D. Wightman and J. C. Bryce, Oxford: Clarendon Press.
21. ↑  Smith, A., 1976, The Glasgow edition of the Works and Correspondence of Adam Smith, vol. 1, pp. 184–185, edited by D. D. Raphael and A. L. Macfie, Oxford: Clarendon Press.
22. ↑  Smith, A., 1976, The Glasgow edition of the Works and Correspondence of Adam Smith, vol. 2a, p. 456, edited by R. H. Cambell and A. S. Skinner, Oxford: Clarendon Press.
23. ↑  Mandeville, B., 1724, The Fable of the Bees, London: Tonson.
24. ↑  Smith, A., 1976, The Glasgow edition, vol. 2a, pp. 145, 158.
25. 1 2  Gopnik, Adam  (10 October 2010). Market Man. Gearchiveerd op 5 March 2011. The New Yorker  (18 October 2010): 82

- Bibsys: 90062193
- Biblioteca Nacional de España: XX1011829
- Bibliothèque nationale de France: cb119250114 (data)
- Catàleg d'autoritats de noms i títols de Catalunya: 981058515030306706
- Gemeinsame Normdatei: 118615033
- International Standard Name Identifier: 0000 0001 2279 6642
- Library of Congress Control Number: n80032761
- Nationale Bibliotheek van Letland: 000003989
- MusicBrainz: a1bf4cd4-fe53-4fb9-92cd-fb3c321a2bf1
- Bibliotheek van het Japanse parlement: 00456871
- Nationale Bibliotheek van Tsjechië: jn19990008033
- Nationale bibliotheek van Australië: 35505131
- Nationale Bibliotheek van Israël: 987007268145005171
- Nationale Bibliotheek van Polen: a0000001182437
- Nationale en Universitaire bibliotheek Zagreb: 000033889
- Nederlandse Thesaurus van Auteursnamen: 068349122
- Réseau des bibliothèques de Suisse occidentale: 02-A012314224
- Istituto Centrale per il Catalogo Unico: CFIV029584
- LIBRIS: 284982
- SNAC: w6z60tcf
- Système universitaire de documentation: 027141578
- Trove: 977508
- Virtual International Authority File: 49231791
- WorldCat: E39PBJxGPbrYKgfDXw3FCTpVmd